# Внезапная смерть (фильм)
«Внезапная смерть» (англ. Sudden Death) — боевик 1995 года с Жан-Клодом Ван Даммом и Пауэрсом Бутом в главных ролях. Фильм стал второй совместной работой Питера Хайамса и Ван Дамма после «Патруля времени». Сценарий был написан Джином Куинтано по рассказу Карен Болдуин. Фильм был снят во время локаута в НХЛ в сезоне 1994/95; использует концепцию «Крепкого орешка», во многом повторяя его сюжетные ходы. Присвоен рейтинг R. 27 августа 2024 года «Внезапная смерть» была издана Kino Lorber на 4К Ultra HD Blu-ray.
Фильм получил смешанные рецензии критиков, при этом выделивших схватку главного героя с террористкой в костюме талисмана «Питтсбург Пингвинз».

## Сюжет
Офицер пожарной охраны Даррен МакКорд (Ван Дамм) приходит посмотреть финальный матч НХЛ с двумя детьми. Стадион переполнен, присутствует вице-президент США и другие высокопоставленные гости. В этот момент группа террористов захватывает заложников. В числе пленников оказываются вице-президент и дочь Даррена. Преступники угрожают взорвать стадион к концу игры, если огромная сумма денег не будет переведена на указанный ими счёт. Маккорду остаётся лишь вступить в смертельную схватку.
Первый враг, с которым сталкивается главный герой — единственная женщина из отряда Джошуа Фосса по имени Карла (Фэйт Минтон), переодевшаяся в ростовую куклу пингвина «Айси» («Айсбург»), талисмана хоккейной команды «Питтсбург Пингвинз», «заменив» убитую выстрелом в голову подругу Даррена Джоан. МакКорд оказывается втянут в противостояние, когда его дочь Эмили, нашедшая труп сотрудницы арены в туалете, захватывается в заложники Карлой в костюме пингвина, вооружённой пистолетом с глушителем, убившей нескольких человек и оставившей видевшую её девочку в живых, потому что кончились боеприпасы: «Ты должна мне открытку ко Дню матери». Она размещает Эмили в VIP-зале с другими заложниками, а затем получает команду от босса найти «нервного отца, который ищет свою дочь». Пополнив боекомплект и надев маску, осознавая, что допустила ошибку, убийца возвращается, чтобы разобраться с Дарреном. Тот остаётся у лифта, до которого преследовал пингвина с дочерью, и в спустившейся на один момент представляет Джоан, но поняв по ответам, что это не так и обнаружив бейсболку Эмили, а затем наведённое на себя оружие, вступает в жёсткую схватку с киллером. В конце концов ему удаётся убить женщину, столкнув её в паровую посудомоечную машину конвейерного типа, в ленту которой попадает голова-маска костюма, а затем ремень на шее и пар душат агонизировавшую преступницу.
Даррен находит охранника, чтобы показать место прошедшей схватки, но этот человек — переодетый преступник. МакКорду удаётся справится с ним и выпытать информацию из головореза прежде, чем нанести удар ему в шею. Оказалось, что кругом взрывчатка с дистанционным управлением, одним нажатием кнопки на пульте можно уничтожить всё здание. Даррен добирается до офисов и находит мёртвую Джоан, а затем мобильный телефон, с которого он вызывает 911. Те связывают его с агентом Секретной службы Мэтью Холлмарком (Хэрвуд), который советует, чтобы Даррен стоял в стороне, в то время как агенты берут на себя управление спецоперацией по спасению заложников и ликвидации террористов. МакКорд в гневе отказывается, говоря, что будет разбираться с этим сам.
Секретная служба и Питтсбургская полиция объединяются, чтобы окружить арену и войти туда, но попадают в тупик — люди Фосса готовы ко всем вторжениям. Тем временем Даррену удаётся найти несколько бомб и обезвредить их, пока Фосс убивает ещё одного заложника. В конце концов, Холлмарку удаётся проникнуть внутрь и встретиться с Дарреном. Очень быстро выясняется, что агент подкуплен и является ещё одной марионеткой Фосса. МакКорд убивает Холлмарка и использует его телефон, чтобы связаться с Фоссом, который насмехается над «пожарным», упрекая, что тот сам держит свою дочь в плену.
Поскольку время стремительно уходит, Даррен не успевает отключить все взрывные устройства, столкнувшись с людьми Фосса. Спасаясь от преследования, начальник пожарной охраны на страх и риск временно становится Питтсбургским вратарём вместо вышедшего из строя, в итоге успешно защитив ворота команды. Однако третий период заканчивается, «Пингвины» проигрывают 3:4, буквально в последнюю секунду их нападающий всё же забрасывает шайбу сопернику, и счёт становится равным. Игра переходит в овертайм — до первого гола. Даррен решает, что нет времени для поиска оставшихся бомб и поднимается на крышу арены. Он продвигается сверху к VIP-залу, бросает туда самодельную взрывчатку, и убив нескольких террористов, спасает Эмили и остальных заложников.
Фоссу удаётся убежать и, поменяв внешность, смешаться с хаосом, который последовал за падением на большое хоккейное табло сорвавшегося с крыши бандита и подрыва одной из бомб, что затопило часть арены. Эмили, узнавшая беглеца, схвачена вновь. Они поднимаются наверх, где ждёт вертолёт, чтобы увезти Фосса. Даррен вмешивается и спасает свою дочь. Когда Фосс оказывается на борту машины, МакКорд стреляет в пилота и другого преступника через нижний корпус. Убитый пилот падает, резко повернув рычаг управления вниз, вертолёт опускается на ледовое поле стадиона, и кричащий Фосс погибает, как только происходит взрыв от столкновения со льдом.
Когда раненого Даррена ведут к машине скорой помощи, его сын говорит о том, что отец — герой, хотя раньше Тайлер сказал, что тот боялся быть пожарным снова. Эмили отвечает: «Мой папа пожарный».

## В ролях
- Жан-Клод Ван Дамм — Даррен Маккорд
- Пауэрс Бут — Джошуа Фосс
- Рэймонд Дж. Барри — вице-президент Дэниел Бендер
- Уиттни Райт[англ.] — Эмили Маккорд
- Росс Малинджер — Тайлер Маккорд
- Дориан Хэйрвуд — агент Мэтью Холлмарк
- Кейт Макнил — Кэти
- Майкл Гастон — Хикки
- Одра Линдли — миссис Феррара
- Брайан Делайт — Блэйр
- Джей Кофилд — Брэд Толливер
- Фэйт Минтон — Карла
- Мэнни Перри — Броди
- Дженнифер Д. Баузер — Джоан[11]
- Брайан Хатчинсон — агент Секретной службы
- Люк Робитайл в роли себя
- Иэн Моран — Крис Челиос
- Карен Диана Болдуин

## Производство
Идея снять фильм с концепцией «Крепкого орешка» на хоккейной арене принадлежала Карен Болдуин, жене владельца команды «Питтсбург Пингвинз». Она считала Сивик-арену уникальной из-за раздвигающейся крыши. Режиссёр Питер Хайамс не был фанатом хоккея и ранее не присутствовал ни на одном матче, но в рамках подготовки стал внимательно смотреть игру «Пингвинз». Сначала он думал, что съёмки в здании с участием хоккеистов не разрешат, однако, как только Хаймс узнал о том, кто является собственниками команды, сразу согласился. Люк Робитайл играл за «Лос-Анджелес Кингз» и посещал курсы актёрского мастерства вместе с Карен Болдуин, что и определило его кандидатуру. Роль Брэда Толливера предложили профессиональному футболисту Джеку Ламберту, бывшему полузащитнику «Питтсбург Стилерз», который отказался, поэтому спортивный консультант Ди Риццо назвал хоккеиста Джея Кофилда, недавно завершившего карьеру, после второго звонка от руководителя кастинга Нэнси Моссер он присоединился к проекту. На Ван Дамма его рост и телосложение произвели впечатление. Для Робитайла и Кофилда «это была игра на выезде», они пытались угодить и хорошо работать над незнакомым материалом. Из-за локаута наступили проблемы, для продолжения производства в октябре 1994 года «Питтсбург Пингвинз» сыграли товарищеский матч с «Кливленд Ламберджекс» в форме «Чикаго Блэкхокс», а в январе 1995 года на лёд вышли «Уилинг Тандербёрдс» и «Джонстаун Чифс». Иэн Моран оказался в роли Криса Челиоса, поскольку тоже защитник-правша. Предпринимались усилия, чтобы всё выглядело как можно реалистичнее. Также были наняты 10 тысяч оплачиваемых статистов, на самом деле, постоянно в каждом кадре участвовали несколько тысяч человек, а остальные представляли собой фигуры из картона. По словам Карен Болдуин, между действительностью и попыткой показать игру НХЛ есть разница. Известную схватку Маккорда с женщиной, одетой в костюм талисмана Айсбурга, придумал Питер Хайамс. Продюсеры не возражали насчёт такой «безумной идеи», понимая, что это сработает. Режиссёр считал данную сцену кинематографичной и забавной в очень несмешных обстоятельствах, где смертельный бой совмещался с глупостью. Эпизод с языком жестов, когда Маккорд сообщает сыну, что любит его, отсылает к нереализованному сюжету Болдуин «Красная линия» о советском вратаре. Хайамс вспомнил про одного из своих сыновей, таким способом выразившего свои чувства к отцу во время присмотра «Улицы Сезам». «Внезапная смерть» вышла в прокат 22 декабря 1995 года, в канун Рождества, когда большинство кинотеатров были закрыты. 

## Сборы
За всё время проката в США «Внезапная смерть» собрала лишь $20 350 171. Мировые сборы составили чуть более крупную сумму — $64 350 171. Столь неутешительные показатели отчасти объясняются тем фактом, что фильм вышел в прокат почти одновременно со «Схваткой» Майкла Манна.

## Критика
Фильм получил неоднозначные отзывы. На сайте Rotten Tomatoes рейтинг составляет 51 % на основе 37 обзоров. Большинство критиков сходилось на одном и том же мнении, называя боевик очередным клоном «Крепкого орешка». Герой Брюса Уиллиса использовался в кино со Стивеном Сигалом («В осаде»), Уэсли Снайпсом («Пассажир 57»), Сильвестром Сталлоне («Скалолаз») и Томасом Йеном Гриффитом («Заложники»). В то же время рецензенты считают «Внезапную смерть» одним из лучших фильмов Ван Дамма наряду с «Трудной мишенью» и «Патрулём времени».
Роджер Эберт выставил фильму оценку 2,5 из 4 звёзд. Он отметил, что формула действительно знакомая: террористы получают контроль над зданием и угрожают взорвать его, если большие деньги не будут переведены на указанный счёт, герой узнаёт об этом плане и работает в одиночку, чтобы остановить их. Конец сводится к противостоянию с главным злодеем, который обязательно проигрывает. Конечно, во «Внезапной смерти» нет здравого смысла. Несмотря на боевик, спецэффекты используются для создания подобия триллера. Питер Хайамс снял запоминающуюся сцену драки на кухне арены, но кинокритик допустил неточность, назвав женщину в костюме пингвина «плохим парнем». Журнал Paste также выделил схватку пожарного с опасным противником — женщиной-убийцей, одетой в антропоморфного талисмана Айсбург, она была сильнее и могла победить — это становится самопародией и передаёт глубину нюансов, которых фильму крайне не хватает. Consequence of Sound включил Карлу в список величайших женских злодеев кино. Она идеально обращается с пистолетом, убивает быстро и эффективно, знает карате, но способна также применить секач и отбивной молоток. По мнению сайта GamesRadar, роль пингвина для сражения с Ван Даммом подошла бы Мерил Стрип, хладнокровной, злой и остроумной, а оружием станет модифицированный шпилька-стилет.
Предположительно, фильм изначально задумывался как пародия на боевики 1990-х годов. Во «Внезапной смерти» много всего, что кажется комедией. Например, сцена драки между Ван Даммом и женщиной в костюме Айси сыграна абсолютно серьёзно. В обычном фильме сценаристы нашли бы способ убрать голову пингвина, чтобы это не было похоже на жестокое нападение героя на сотрудника Диснейуорлда. В качестве альтернативы Ван Дамм мог драться с более жёстким талисманом, поскольку стойкость одного из самых неуклюжих и менее агрессивных маскотов НХЛ сомнительна. Collider указывает, что быстрая и жестокая сцена отдаёт дань уважения драке Шона Коннери с космическим наркоторговцем в фильме Хайамса «Чужбина», имитируя те же захватывающие удары ножами и маслом.

## Маркетинг
С выходом «Внезапной смерти» в прокат была снята короткометражка «The Making of Sudden Death» о создании фильма, в котором использовался монтажный материал и кадры со съёмок с него.
В 1995-м году американским писателем Стивеном Мертцем была написана новеллизация фильма, выпущенная в виде аудиокниги.